# Bellardiella abbasi
Bellardiella abbasi is een slakkensoort uit de familie van de Pupinidae. De wetenschappelijke naam van de soort werd voor het eerst geldig gepubliceerd in 2017 door Thach.